# براندي غلانفيل
براندي غلانفيل (بالإنجليزية: Brandi Glanville)‏ وهي إعلامية وعارضة أزياء وكاتبة أمريكية ولدت في يوم 16 نوفمبر 1972 في مدينة ساليناس، كاليفورنيا في الولايات المتحدة.

## روابط خارجية
- براندي غلانفيل على موقع IMDb (الإنجليزية)
- براندي غلانفيل على موقع قاعدة بيانات الفيلم (الإنجليزية)